# Tunnel de Bicêtre
Le tunnel de Bicêtre est un tunnel routier qui fait partie de l'échangeur de l'autoroute A6b.

## Historique
Il a été mis en service en 1970. Dans un premier temps, il ne disposait que d'une protection acoustique légère qui fut déposée en 2001.

## Description

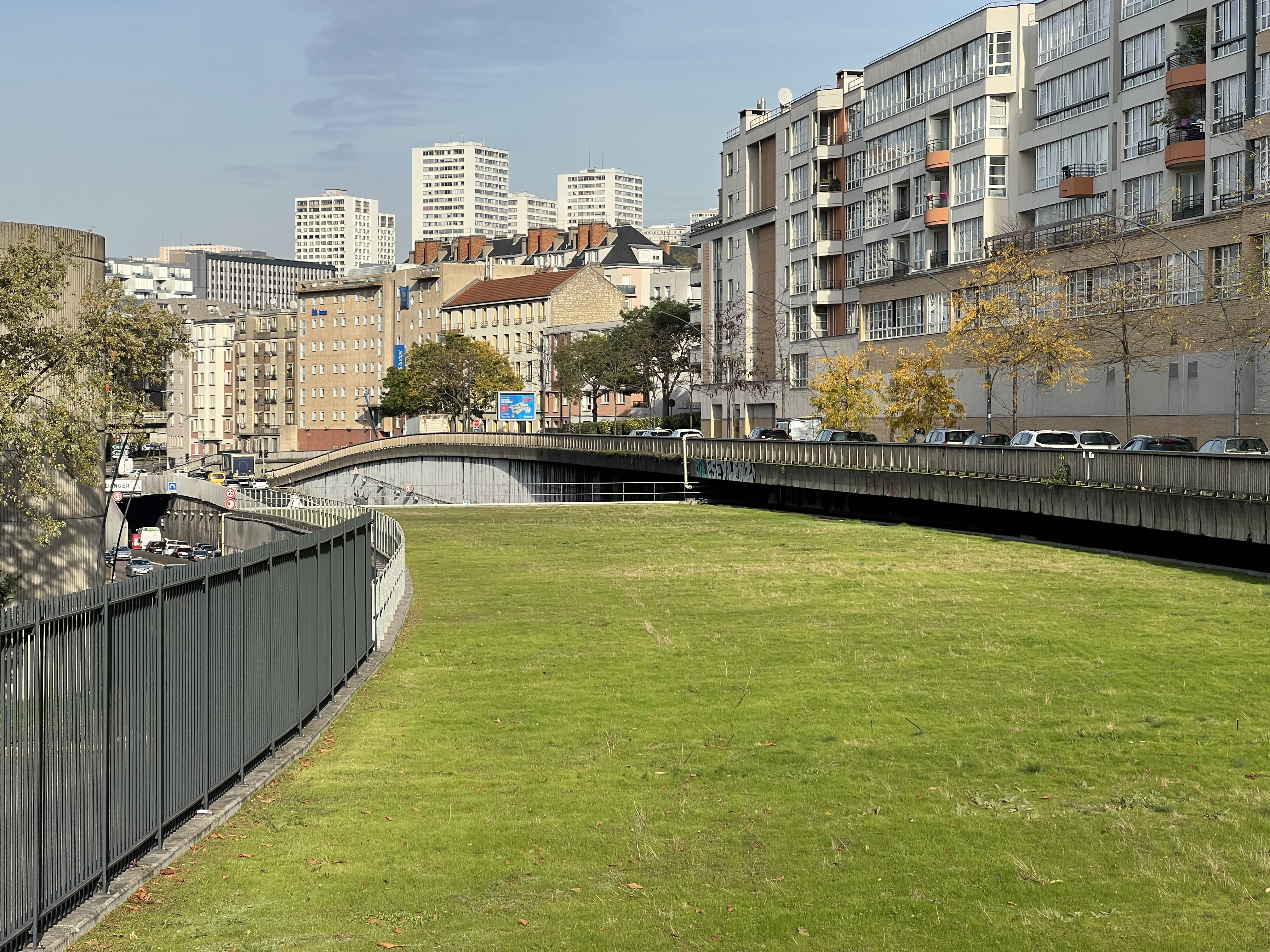
Couvert végétal du tunnel de Bicêtre à Gentilly, novembre 2021.

Trois types différents de couverture existent sur ce tunnel :
- une dalle de béton armé supportant le passage de la route départementale 126 ;
- une couverture légère végétalisée ;
- une isolation de damiers phoniques.